# Читинский острог
Читинский острог (другие названия — Читинское плотбище, Читинская слобода) — поселение (острог, опорный пункт) на стрелке рек Ингода и Чита в Забайкалье, возникновение которого связано с походами российских землепроходцев второй половины XVII века.
В первой половине XIX века — место заключения осуждённых на каторжные работы в Сибири участников движения декабристов.
Поселение, которое с 1706 года носило название Читинский острог было известно с 1653 года. В 1851 году оно получило статус города и официальное имя Чита.

## История

### Заселение

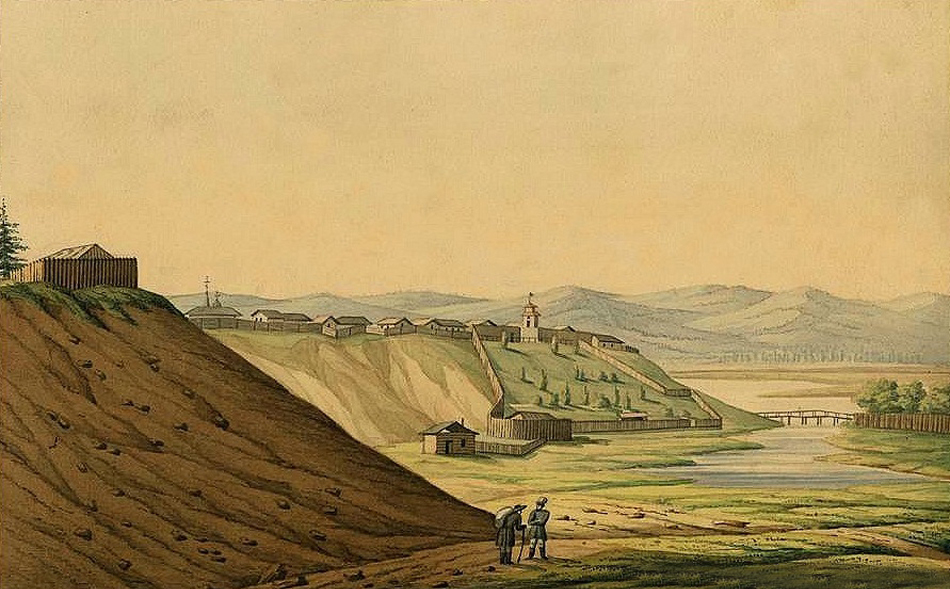
Вид на Читинский острог

Первопроходцы водных сибирских путей XVII века выбрали для поселения участок между устьем малого притока реки Читы — Кайдаловки, в полуверсте от стрелки рек Ингода и Чита, которая в этом месте разливалась на несколько рукавов, что было удобным при строительстве плотов для дальнейшего сплава 52°01′18″ с. ш. 113°30′47″ в. д.
.

### Хронология
1688  — первое упоминание о поселении — «плотбище» в устье Читы, где сплачивают плоты, для дальнейшего плавания по Ингоде до Нерчинского острога, появилось в письме, которое нерчинскому воеводе отправил «с Читы реки новой слободы с плотбища приказчик Карпушка Юдин».
1698 — первое упоминание об Архангельской церкви в Читинской слободе, священником в которой до 1708 года служил Лука Андреев Крюков.
1701 — В «Чертёжной книге Сибири» С. У. Ремезова поселение указано под наименованием «Слобода Читинская». Под таким названием оно числилось в «Ведомости сибирских городов» до 1710 года.
1706 — выстроенный в 1699 году острог получил название «Читинский».
1711 — в связи с новыми административными функциями поселения в окладной книге появилось наименование — «Читинский острог».
1715 — в Читинском остроге числились 20 казаков и 13 крестьян-хлебопашцев.
1719 — в Михайло-Архангельской церкви Читинского острога служил священник Стефан Медведев
1725 — среди приписанных к острогу жителей были 36 конных и пеших казаков.
1726 — с острогом установлено почтовое сообщение.
1740-е — в остроге была открыта таможня для сбора пошлины с купцов.
1750-е — в составленном реестре острогов, слобод и пограничных караулов Нерчинского воеводства среди 6 острогов значится Читинский острог, через который проходили дороги, соединявшие западные остроги с южными и восточными.
1762 — в остроге числились около 100 жителей.
1776 — восстановлена уничтоженная пожаром Михайло-Архангельская церковь
1798 — острог был подчинён Нерчинскому горнозаводскому управлению. Кроме жилых и хозяйственных построек в поселении были башня, церковь, амбара и 2 дома — для пристава и для военнослужащих.
1823 — острог стал центром Читинской волости.
1826 — в селении числились около 400 человек, 75 домов, в том числе, 3 дома офицеров заводского военного ведомства и 5 домов чиновников.
1827-1830 — в казематах острога содержались заключённые каторжане-декабристы до перевода их в новое место заключения в Петровском заводе
1828 — открытие в поселении отделения по приемке и отправке почты.
1830 — П. И. Фаленберг вычертил первый топографический план Читинского острога.
1830, август — перевод декабристов в новую тюрьму в Петровский завод. С 1830-х годов в Читинском остроге начал действовать пересыльный полуэтап.
1851 — поселению был изменён статус: город с официальным названием Чита стал административным центром Забайкальской области.
1852 — на восточной окраине города у Московского тракта начали строить новое полуэтапное помещение.

## Тюрьма декабристов
Только после начала этапирования в Сибирь осуждённых декабристов выяснилась неготовность специально созданного Нерчинского комендантского управления во главе с генерал-майором С. Р. Лепарским к размещению на каторге такого количества важных государственных преступников. Ситуация осложнялась требованиями ограничить возможности их прямых контактов с местными жителями и обычными уголовниками, чтобы избежать распространения крамольных идей в сибирском обществе. «Особым комитетом» по исполнению приговоров над декабристами было решено, до завершения строительства специальной тюрьмы, собрать их в Читинском остроге — небольшом и удалённом селении горнозаводского управления.
В сформированное С. Р. Лепарским комендантское управление входили — плац-майор, два плац-адъютанта и особая воинская команда численностью 105 человек, включая 2-х обер-офицеров и 9 унтер-офицеро, сформированная из военнослужащих Нерчинского и Верхнеудинского гарнизонов.
Порядок содержания узников определялся утвержденной лично императором «Инструкцией коменданту при Нерчинских рудниках учреждаемому», при этом С. Р. Лепарский был напрямую подчинён только начальнику Главного штаба. Внимание, которое Николай I уделял строгому исполнению назначенного декабристам наказания, характеризовалось и высоким уровнем денежного содержания комендантского управления. По воспоминаниям Н. И. Лорера, «Лепарский получал 22 тысячи руб. ассигнациями в год; плац-маиор — 6000, плац-адъютанты — по 3000».

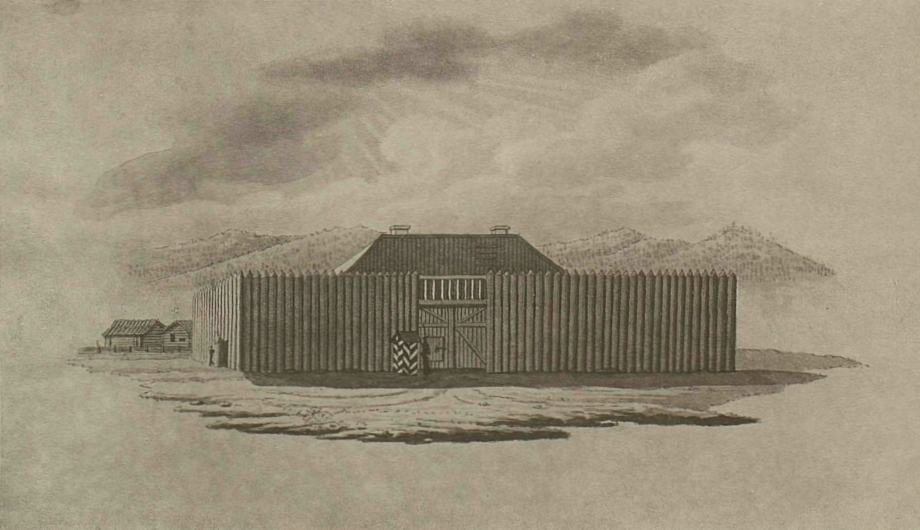
Ворота малого каземата

Обеспечение помещениями, продовольствием и руководство работами, на которые направлялись заключённые, возлагалось на горнозаводское и волостное начальство. Горным приставом и одновременно земским волостным начальником был в эти годы С. И. Смольянинов.
Так как в Читинском остроге не было тюремного здания, первые казематы были устроены в бывших частных домах, которые были окружены высокими частоколами. Первый — «малый» каземат занял дом Мокеева, размером 18×10 метров, состоявший из трёх комнат и сеней. И. Д. Якушкин писал, что этот дом служил и «прежде острогом для пересылаемых в Нерчинский завод». К лету 1827 года Малый каземат уже не мог вместить всех вновь прибывающих по этапу. В тюрьму был превращён ещё и дом Дьячкова, размером 12×7 метров, — Дьячковский каземат.
Осенью 1827 года был достроен новое тюремное здание 23×13 метров — Большой каземат из четырёх камер и помещения для дежурных унтер-офицеров.
С. Р. Лепарский доносил 22 марта 1829 года: «Во всех трех домах состоит всего девять комнат, из коих одна обращена для больных с помещением и аптеки, а в восьми расположены, состоящие ныне налицо 71 человек преступников». До августа 1828 года узники содержались в кандалах. Ежемесячное содержание заключённых обходилось казне в 2 рубля на каждого.
Заключённые декабристы ежедневно, кроме праздничных дней, выходили на работу и занимались «земляною работою, три часа поутру и три часа после полудня; засыпанием оврагов, планировкою улиц, искапыванием на дороге гор».

## Первый топографический план
Появление в тюремных застенках декабристов и соизмеримой с числом жителей военной команды, приезд и обустройство жён заключённых, визиты проверяющих активизировали жизнь Читинского острога. Так как среди узников оказались люди, хорошо знавшие медицину, комендант разрешал обращаться к ним не только местным жителям, но и приезжим. В поселении возникли новые купеческие лавки, открылась почтовая контора.

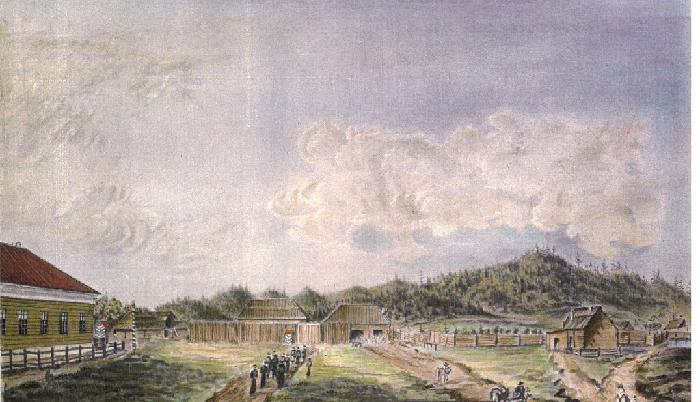
Возвращение декабристов после съёмки плана

В 1830 году узник каземата П. И. Фаленберг, имевший опыт проведения топографических работ, убедил С. Р. Лепарского разрешить ему снять план острога. Фаленберг и Н. А. Бестужев собственноручно сделали необходимые принадлежности и планшет.
В сопровождении конвоя П. И. Фаленберг (с помощниками из числа соузников) выходил на топографические съёмки окрестностей, что позволило ему составить и вычертить в масштабе 50 саженей в 1 английском дюйме подробный инструментальный план, который впервые зафиксировал пространственно-планировочную схему улиц и построек поселения.
На легенде плана, кроме условных знаков приведены обозначения примечательных объектов — церкви, дома коменданта С. Р. Лепарского, усадеб жён декабристов.
Местонахождение подлинника плана Фаленберга долго не было известно. Первая публикация была сделана в 1860 году историком М. И. Семевским по копии, которую ему переслал М. А. Бестужев. Оригинал был обнаружен только в 1967 году в Государственном историческом музее.

## История острога и современность Читы

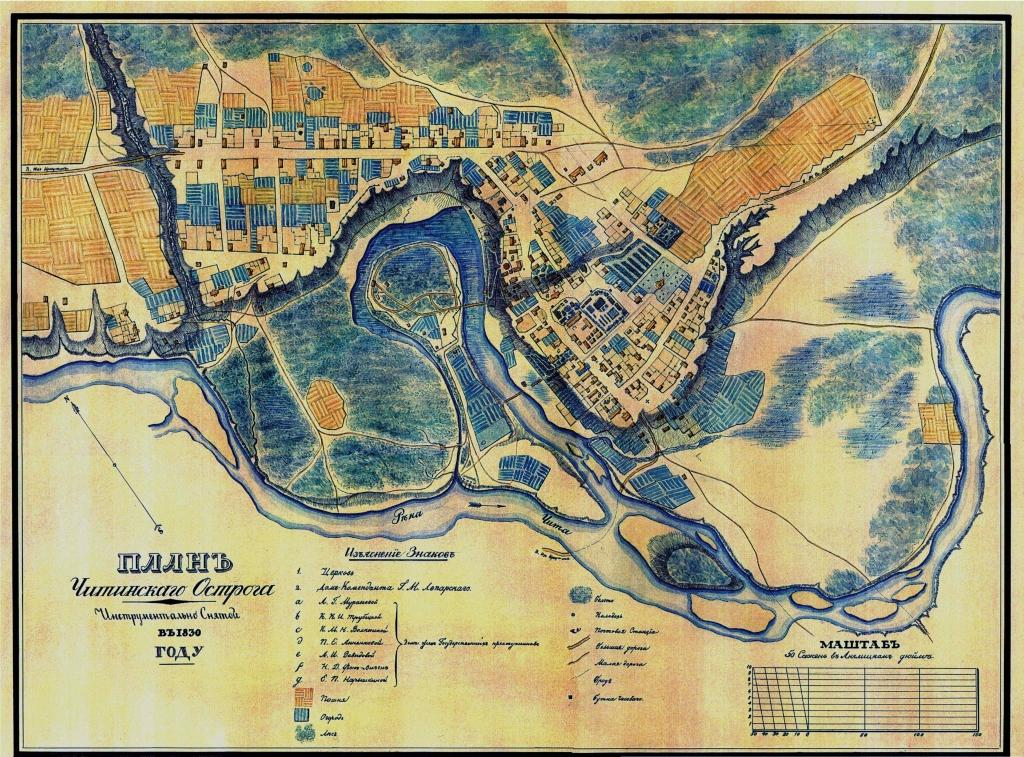
План Читинского острога, вычерченный П. И. Фаленбергом

Читинский архитектор Р. Ф. Бунтовская, совместив в одном масштабе план П. И. Фаленберга с планом современной Читы, с высокой точностью определила фактическое расположение построек Читинского острога.
В ходе проведенных археологических изысканий удалось обнаружить участок частокола каземата Читинского острога длиной около 20 метров, в сооружении которого принимали участие в 1827 году сами декабристы и фрагменты артефактов разных периодов истории поселения.
В сохранившемся и отреставрированном здании бывшей Михайло-Архангельской церкви Читинского острога c 1985 года работает музей декабристов.
По мнению комитета по социальной политике законодательного собрания Забайкальского края на исторической территории Читинского острога необходимо провести дополнительные археологические изыскания, а в дальнейшем открыть парк-музей «Старая Чита», включающий в себя реконструкцию Читинского острога, музей «Церковь декабристов» и «Дом Е. П. Нарышкиной».
В декабре 2015 года в канун 190-летия восстания декабристов и 30-летнего юбилея музея митрополит Читинский и Петровск-Забайкальский Владимир выступил в региональном парламенте с просьбой о содействии в передаче здания церкви русской православной церкви.